# Elecciones estatales de Baja California Sur de 2008
Las elecciones estatales de Baja California Sur de 2008 se realizaron el domingo 3 de febrero de 2008 y en ellas se renovaron los siguientes cargos de elección popular del estado mexicano de Baja California Sur:
- 21 diputados del Congreso del Estado. 16 electos por mayoría relativa y 5 designados mediante representación proporcional para integrar la XII Legislatura.
- 5 ayuntamientos. Compuestos por un presidente municipal y sus regidores, electos para un periodo de tres años.

Las coaliciones que participaron en el estado fueron "Coalición Por el Bien de Sudcalifornia", "Alianza Ciudadana por un Nuevo Gobierno", "Gobierno Para Todos" y "Alianza Ciudadana para que Vivamos Mejor".

## Organización

### Partidos políticos
En las elecciones estatales tienen derecho a participar nueve partidos políticos. Ocho son partidos políticos con registro nacional: Partido Acción Nacional (PAN), Partido Revolucionario Institucional (PRI), Partido de la Revolución Democrática (PRD), Partido del Trabajo (PT), Partido Verde Ecologista de México (PVEM), Convergencia (CONV), Nueva Alianza (PANAL), Partido Alternativa Socialdemócrata (PAS), y un partido político estatal: Movimiento de Renovación Política Sudcaliforniana (MRPS).

### Distritos electorales
Para la elección de diputados de mayoría relativa del Congreso del Estado de Baja California Sur el estado se divide en 16 distritos electorales.
| Distrito | Cabecera            | Municipios      | Mapa |
| -------- | ------------------- | --------------- | ---- |
| 1        | La Paz              | La Paz          |      |
| 2        | La Paz              | La Paz          |      |
| 3        | La Paz              | La Paz          |      |
| 4        | La Paz              | La Paz          |      |
| 5        | La Paz              | La Paz          |      |
| 6        | Todos Santos        | La Paz          |      |
| 7        | San José del Cabo   | Los Cabos       |      |
| 8        | Cabo San Lucas      | Los Cabos       |      |
| 9        | Ciudad Constitución | Comondú         |      |
| 10       | Ciudad Constitución | Comondú         |      |
| 11       | Ciudad Insurgentes  | Comondú         |      |
| 12       | Loreto              | Loreto, Comondú |      |
| 13       | Santa Rosalía       | Mulege          |      |
| 14       | Guerrero Negro      | Mulege          |      |
| 15       | Bahía Tortugas      | Mulegé          |      |
| 16       | Cabo San Lucas      | Los Cabos       |      |

## Resultados

### Ayuntamientos
|  | 44.30 % |

|  | 44.30 % |

|  | 8.53 % |

|  | 25.05 % |

|  | 12.01 % |

|  | 4.51 % |

|  | 1.48 % |

|  | 13.32 % |

|  | 11.83 % |

|  | 13.30 % |

|  | 1.07 % |

|  | 0.00 % |

|  | 0.05 % |

|  | 97.08 % |

|  | 2.92 % |

|  | 100.00 % |

|  | 44.93 % |

#### Resultados por Distrito Local
|  | 38.62 % |

|  | 16.11 % |

|  | 14.76 % |

|  | 26.01 % |

|  | 1.30 % |

|  | 33.69 % |

|  | 18.40 % |

|  | 14.52 % |

|  | 30.07 % |

|  | 1.20 % |

|  | 31.24 % |

|  | 21.46 % |

|  | 16.41 % |

|  | 25.31 % |

|  | 2.27 % |

|  | 37.31 % |

|  | 16.01 % |

|  | 16.24 % |

|  | 27.15 % |

|  | 1.90 % |

|  | 33.24 % |

|  | 17.73 % |

|  | 14.44 % |

|  | 31.01 % |

|  | 1.60 % |

|  | 48.72 % |

|  | 10.69 % |

|  | 6.89 % |

|  | 29.26 % |

|  | 1.28 % |

|  | 50.19 % |

|  | 42.71 % |

|  | 2.54 % |

|  | 0.00 % |

|  | 0.59 % |

|  | 53.24 % |

|  | 37.64 % |

|  | 6.28 % |

|  | 0.00 % |

|  | 0.62 % |

|  | 47.76 % |

|  | 11.22 % |

|  | 28.55 % |

|  | 7.23 % |

|  | 2.21 % |

|  | 43.26 % |

|  | 12.12 % |

|  | 30.37 % |

|  | 7.60 % |

|  | 2.01 % |

|  | 45.57 % |

|  | 11.22 % |

|  | 35.06 % |

|  | 4.35 % |

|  | 0.69 % |

|  | 55.53 % |

|  | 2.80 % |

|  | 20.39 % |

|  | 18.61 % |

|  | 0.02 % |

|  | 51.63 % |

|  | 36.56 % |

|  | 7.80 % |

|  | 0.00 % |

|  | 0.00 % |

|  | 33.21 % |

|  | 52.27 % |

|  | 9.51 % |

|  | 0.00 % |

|  | 0.00 % |

|  | 57.95 % |

|  | 32.14 % |

|  | 7.05 % |

|  | 0.00 % |

|  | 0.00 % |

|  | 52.16 % |

|  | 36.93 % |

|  | 7.27 % |

|  | 0.00 % |

|  | 0.83 % |

|  | 44.30 % |

|  | 25.05 % |

|  | 13.32 % |

|  | 13.30 % |

|  | 1.07 % |

#### Resultados por Municipio
|  | 46.83 % |

|  | 11.63 % |

|  | 30.37 % |

|  | 6.00 % |

|  | 1.48 % |

|  | 36.46 % |

|  | 16.98 % |

|  | 14.44 % |

|  | 28.12 % |

|  | 1.63 % |

|  | 53.82 % |

|  | 0.00 % |

|  | 20.74 % |

|  | 23.30 % |

|  | 0.00 % |

|  | 51.66 % |

|  | 39.66 % |

|  | 4.90 % |

|  | 0.00 % |

|  | 0.66 % |

|  | 46.39 % |

|  | 41.24 % |

|  | 8.25 % |

|  | 0.00 % |

|  | 0.00 % |

|  | 44.30 % |

|  | 25.05 % |

|  | 13.32 % |

|  | 13.30 % |

|  | 1.07 % |

### Congreso del Estado de Baja California Sur
|  | 42.81 % |

|  | 19.56 % |

|  | 16.37 % |

|  | 15.22 % |

|  | 2.32 % |

|  | 0.61 % |

|  | 0.02 % |

|  | 96.92 % |

|  | 3.08 % |

|  | 100.00 % |

|  | 45.83 % |

#### Resultados por Distrito Local
|  | 38.50 % |

|  | 16.97 % |

|  | 15.98 % |

|  | 22.79 % |

|  | 2.06 % |

|  | 36.14 % |

|  | 15.50 % |

|  | 16.32 % |

|  | 27.19 % |

|  | 1.93 % |

|  | 29.54 % |

|  | 17.78 % |

|  | 18.79 % |

|  | 23.99 % |

|  | 6.54 % |

|  | 34.63 % |

|  | 17.93 % |

|  | 15.28 % |

|  | 24.81 % |

|  | 5.79 % |

|  | 29.64 % |

|  | 14.13 % |

|  | 14.58 % |

|  | 33.66 % |

|  | 5.44 % |

|  | 53.59 % |

|  | 7.92 % |

|  | 10.38 % |

|  | 20.16 % |

|  | 4.33 % |

|  | 54.87 % |

|  | 31.43 % |

|  | 0.00 % |

|  | 7.74 % |

|  | 1.38 % |

|  | 54.65 % |

|  | 8.68 % |

|  | 30.14 % |

|  | 3.74 % |

|  | 1.12 % |

|  | 38.67 % |

|  | 36.80 % |

|  | 7.97 % |

|  | 12.41 % |

|  | 2.32 % |

|  | 35.58 % |

|  | 33.76 % |

|  | 13.29 % |

|  | 9.70 % |

|  | 3.43 % |

|  | 41.32 % |

|  | 36.07 % |

|  | 13.52 % |

|  | 5.84 % |

|  | 0.49 % |

|  | 49.39 % |

|  | 21.76 % |

|  | 6.47 % |

|  | 19.14 % |

|  | 0.00 % |

|  | 46.58 % |

|  | 17.46 % |

|  | 22.75 % |

|  | 3.29 % |

|  | 5.36 % |

|  | 31.13 % |

|  | 8.98 % |

|  | 38.74 % |

|  | 13.89 % |

|  | 2.66 % |

|  | 44.85 % |

|  | 12.85 % |

|  | 33.60 % |

|  | 4.95 % |

|  | 0.00 % |

|  | 49.39 % |

|  | 15.89 % |

|  | 26.09 % |

|  | 3.49 % |

|  | 2.87 % |

|  | 42.81 % |

|  | 19.56 % |

|  | 16.37 % |

|  | 15.22 % |

|  | 2.94 % |

#### Resultados por Municipio
|  | 39.90 % |

|  | 34.15 % |

|  | 11.87 % |

|  | 9.08 % |

|  | 1.89 % |

|  | 35.62 % |

|  | 15.61 % |

|  | 15.42 % |

|  | 26.07 % |

|  | 4.48 % |

|  | 47.98 % |

|  | 22.10 % |

|  | 4.67 % |

|  | 22.25 % |

|  | 0.01 % |

|  | 53.45 % |

|  | 20.26 % |

|  | 16.16 % |

|  | 5.40 % |

|  | 1.67 % |

|  | 40.67 % |

|  | 13.40 % |

|  | 30.88 % |

|  | 7.45 % |

|  | 3.20 % |

|  | 42.81 % |

|  | 19.56 % |

|  | 16.37 % |

|  | 15.22 % |

|  | 2.94 % |